# Oscar Almgren
Oscar Almgren (9. listopadu 1869 ve Stockholmu – 13. května 1945 Uppsale) byl švédský archeolog, jehož systém třídění římských a germánských spon je dodnes v platnosti.

## Důležité životopisné údaje
- 1896 zahájil studia lingvistiky a nordické a klasické archeologie
- 1904-1911 pracoval v Historickém muzeu ve Stockholmu
- od 1897 první soukromý docent prehistorie v Uppsale
- 1914-1925 první profesor nordického a všeobecného pravěku tamtéž
- od 1918 začal ztrácet zrak

## Vědecká činnost
Syn majitele textilní továrny. Studoval lingvistiku a nordickou a klasickou archeologii, po studiích pracoval v Historickém muzeu ve Stockholmu, odtud přešel na katedru do Uppsaly.
Spektrum jeho činnosti bylo široké, od neolitu přes dobu bronzovou k době železné. Jeho nejvýznamnějším přínosem ve vývoji prehistorie je systém třídění římských a germánských spon, který předložil ve své disertaci v roce 1897 a posléze s drobnými doplňky v r. 1923, s úpravami používaný dodnes.
Pro naše území je významná i jeho studie o germánské bronzové industrii v Marobudově říši na území Čech.

## Výběr z publikací
- Kung Björns hög och andra fornlämningar vid Håga på föranstaltande af Prins Gustav Adolf undersökta 1902-03. Stockholm 1905.
- Zur Bedeutung des Markomannenreiches. Mannus 1913.
- Die ältere Eisenzeit Gotlands : nach den in Statens Historiska Museum, Stockholm aufbewahrten Funden und Ausgrabungsberichten dargestellt (s Birger Nerman). Stockholm 1914. 2. vydání 1923.
- Svenska folkets äldsta öden : ett par inledningskapitel till vår historia. Uppsala 1920.
- Hällristningar och kultbruk : bidrag till belysning av de nordiska bronsåldersristningarnas innebörd. Stockholm 1926-27.
- Nordische Felszeichnungen als religiöse Urkunden. Frankfurt am Main 1934.
- Sveriges fasta fornlämningar från hednatiden. Uppsala 1934.
- Studien über nordeuropäische Fibelformen der ersten nachchristlichen Jahrhunderte. Leipzig 1923. On-line https://www.academia.edu/22313444/. (Nově vydáno Bonn 1973.)